# Kaczy Szczyt
Kaczy Szczyt (słow. Kačací štít, Kačí štít, niem. Ententalspitze, Wildententalspitze, węg. Kacsa-völgyi-csúcs) – szczyt o wysokości 2402 m n.p.m. w odcinku głównej grani Tatr nazywanym Batyżowiecką Granią, pomiędzy Zmarzłym Szczytem (Popradský Ľadový štít), od którego oddziela go Jurgowska Przełęcz, a Batyżowieckim Szczytem (Batizovský štít), od którego oddziela go Kacza Przełęcz. Góruje nad Doliną Kaczą (Kačacia dolina) po stronie północnej i Doliną Batyżowiecką (Batizovská dolina) po stronie południowej.
W grani opadającej na Kaczą Przełęcz znajduje się skalisty odcinek zwany Kaczymi Czubami, od szczytu oddzielony Kaczymi Wrótkami. Ku Dolinie Kaczej opadają dwie ściany: północno-zachodnia i północno-wschodnia, rozdzielone szeroką grzędą o wysokości około 350 metrów. Południowa ściana Kaczego Szczytu, opadająca do Doliny Batyżowieckiej, ma wysokość około 200 metrów.

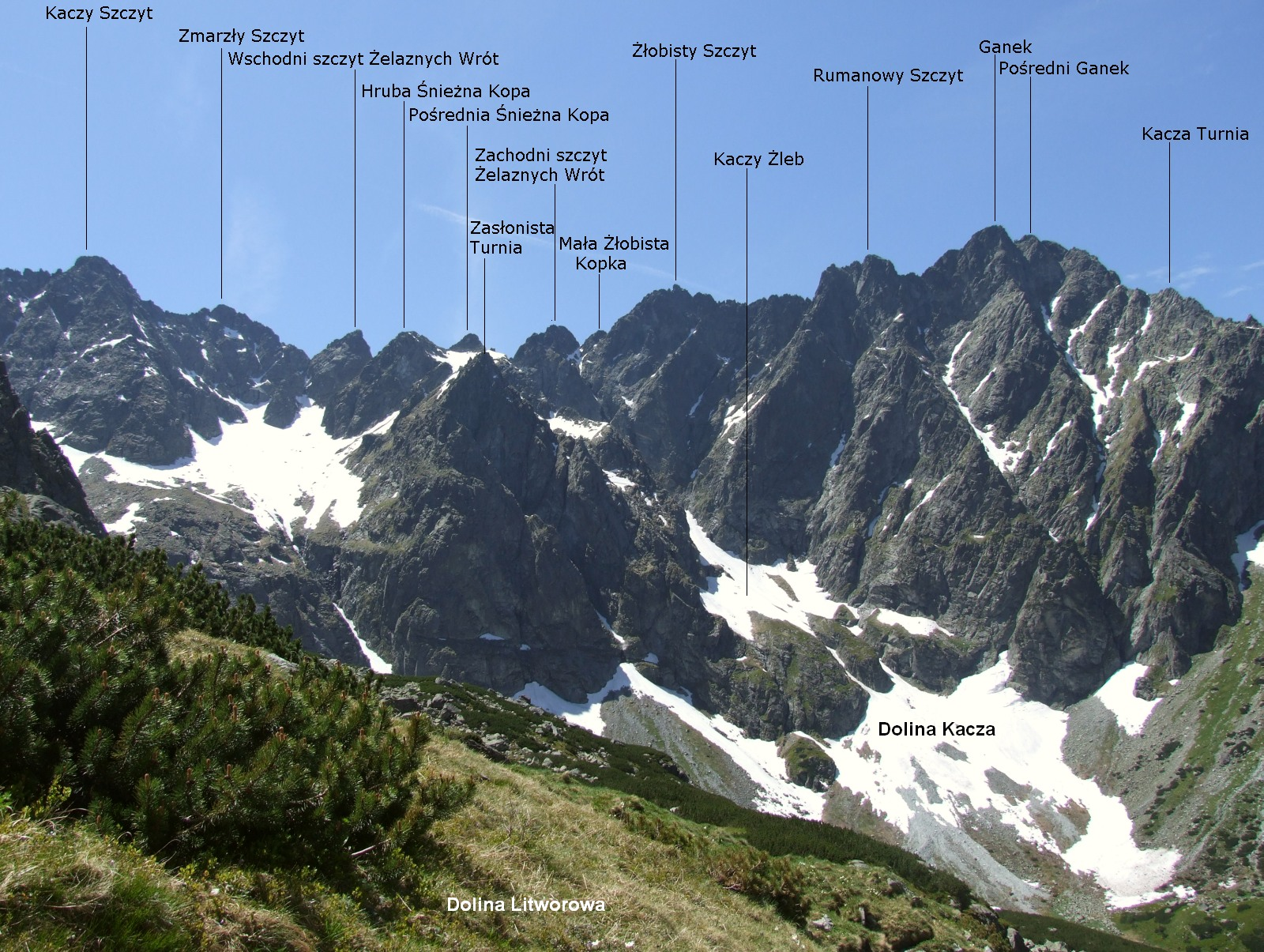
Kaczy Szczyt od strony Doliny Litworowej

Nazwa szczytu związana jest z nazwą Doliny Kaczej należącej do systemu Doliny Białej Wody. Wcześniejsze pomiary określały wysokość wierzchołka na 2395 m lub 2401 m.
Najłatwiejsze drogi na wierzchołek są nieco trudne. Są to drogi: od południa przez żleb Kaczych Wrótek, północno-zachodnią ścianą, północną grzędą. Jako najbardziej dogodna określana jest pierwsza z wymienionych.
Pierwsze odnotowane wejścia:
- letnie – Janusz Chmielowski, Klemens Bachleda, 5 października 1904 r.,
- zimowe – Józef Lesiecki, Józef Oppenheim, 13 kwietnia 1914 r.[3]

Janusz Chmielowski w 1912 r. pisał o tym szczycie: Prostota jego budowy łączy się ze śmiałym polotem linii.